# V put'

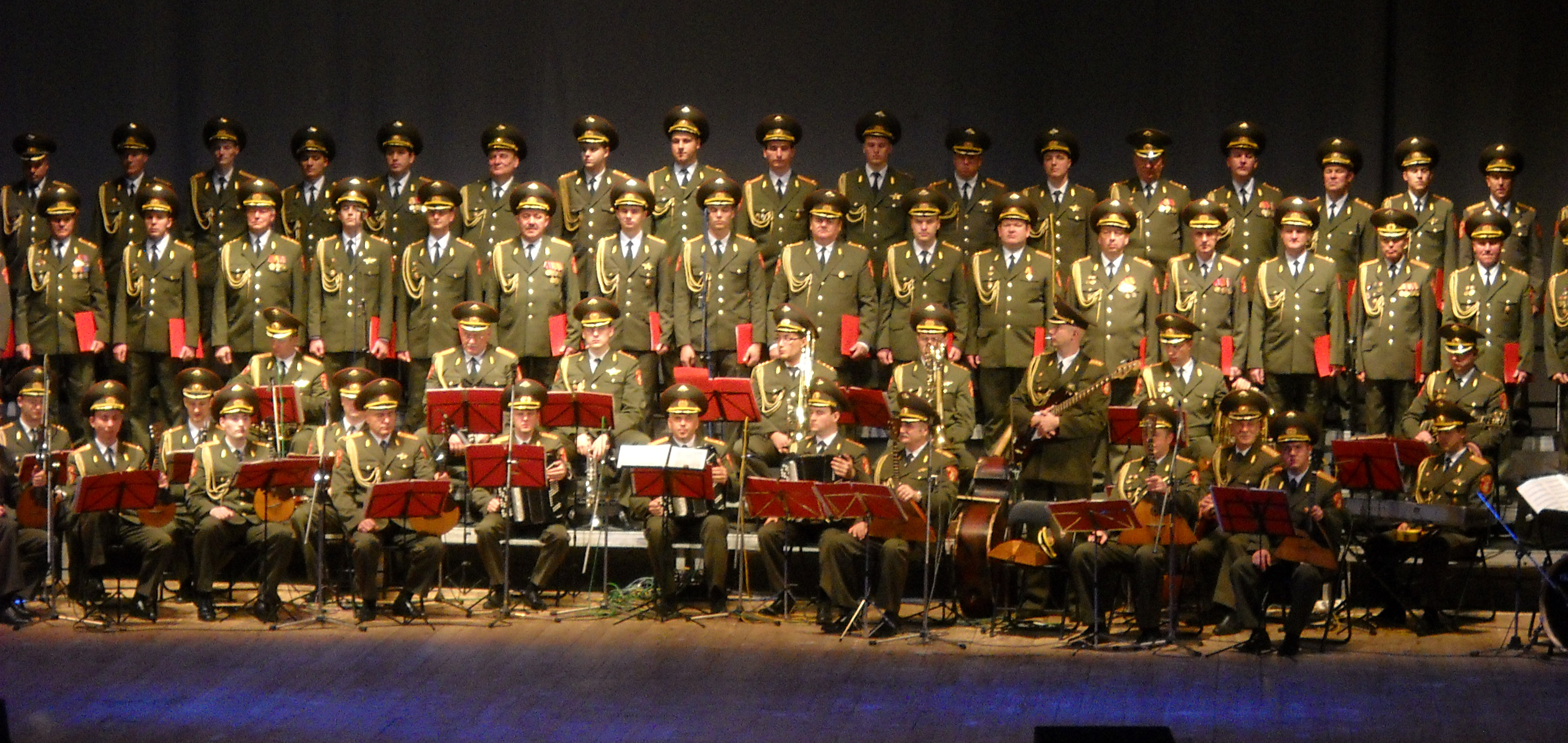
Il Coro dell'Armata Rossa

V put' (B путь in lingua russa), letteralmente "Sulla via", più liberamente "Avanti!", è una canzone scritta nel 1954 dal compositore sovietico Vasilij Solov'ëv-Sedoj e dal poeta Michail Dudin. Originariamente fu scritta per il film Maxim perepelitsa di Anatolij Michajlovič Granik. Il film fu proiettato per la prima volta nel 1955 e la canzone riscosse tanta popolarità da essere ricordata indipendentemente dal film. Nel 1959 Vasilij Solov'ëv-Sedoj ricevette il premio Lenin per la canzone.
In seguito furono realizzate anche una versione in tedesco (ma l'ultima parte è in russo), una versione in cinese e una in coreano. La canzone viene spesso eseguita il Giorno della vittoria in Russia, ma anche in Ucraina, Bielorussia e in tutte le ex repubbliche sovietiche.